# Rodeberg
Rodeberg é um município da Alemanha, situado no distrito de Unstrut-Hainich, no estado da Turíngia. Tem 26,55 km² de área, e sua população em 2019 foi estimada em 2.043 habitantes.